# 瓦納庫尼山 (馬爾卡帕塔區)
13°38′41″S 70°44′57″W / 13.64472°S 70.74917°W
瓦納庫尼山（Wanakuni），是秘魯的山峰，位於該國東南部庫斯科大區，由基斯皮坎奇省的馬爾卡帕塔區負責管轄，屬於安地斯山脈的一部分，海拔高度約4,800米。